# お嬢様聖水
お嬢様聖水（おじょうさませいすい）は、お嬢様聖水ジャパン株式会社が製造・株式会社リバランドが販売するエナジードリンクである。
190ミリリットルの缶入りで販売され、小売価格は税込み210円。開封すると黄色い泡立った液体が現れる。JCASTニュースの記者が試飲したところ、フルーティーな香りとやさしい炭酸が口の中に広がった。なかには「飲みやすい聖水」と口を滑らした者もいる。
リバランドによると、看板商品の「お嬢様酵素」という女性向けの酵素ドリンクをベースに炭酸で割ったもので、いわゆる聖水と誤認されるよう狙ったジョークグッズなどではない。お嬢様聖水というネーミングは、報道によると「突然頭の中に降臨するように思いついた」もの。販売開始の約1年前、新幹線の車内で突然「お嬢様聖水」というワードが開発担当者の頭の中に降臨した。まるで“神の啓示”のようでもあったとexcite.ニュースの取材に答えている。「『お嬢様のための美の聖なる水』であり、『プリンセスホーリーウォーター』の意味で『お嬢様聖水』と名付けた」「都会に住む人の体や心を清めてほしい」という願いも込められている。
この啓示を経て開発プロジェクトが始動する。幾度にも及ぶ味試作やパッケージ試作等を重ね2015年3月下旬に完成、4月より販売を開始している。缶には「私の中の女神が目覚める　お嬢様聖水」とプリントされ、裸の女性が描かれている。あくまでも女性向けに開発された商品であるが、いざ販売してみると30代から50代の男性サラリーマンに好評で、場所によっては品切れになることもあった。ネットでの注文も受け付けているが、購入者のほとんどが男性であるという。
2016年 - 2019年にかけては、サッカーの鈴鹿アンリミテッドFC（現・アトレチコ鈴鹿クラブ）のスポンサーも務めていた。